# Function as a service
Function as a service (FaaS) è una categoria di servizi di cloud computing che fornisce una piattaforma che consente ai clienti di sviluppare, eseguire e gestire funzionalità di un'applicazione senza la complessità di dover creare e mantenere l'infrastruttura tipicamente associata allo sviluppo e al lancio di un'app.
Lo sviluppo di un'applicazione secondo questo modello permette di ottenere un'architettura serverless e viene tipicamente utilizzata quando si creano applicazioni costituite da microservizi.
FaaS inizialmente veniva offerto da varie start-up intorno al 2010, come PiCloud.
AWS Lambda è stata la prima offerta FaaS da parte di un grande fornitore di cloud pubblico, seguita da Google Cloud Functions, Microsoft Azure Functions, OpenWhisk (open source) di IBM/Apache nel 2016 e Oracle Cloud Fn (open source).
Le FaaS spesso si basano su piattaforme e framework proprietari dei fornitori di servizi cloud. Ciò può limitare la flessibilità e la portabilità, poiché la migrazione a un altro fornitore o l'integrazione con i sistemi esistenti potrebbe diventare complessa.

## Casi d'uso
I casi di utilizzo di FaaS sono associati ad una funzionalità "on demand" che consente di spegnere l'infrastruttura di supporto e di non sostenere alcuna spesa quando non è in uso.
Le principali funzioni riguardano la trasformazioni dei dati come:
- le funzioni batch;
- lo stream processing
- i processi di ETL;
- le infrasttrutture IoT;
- lo sviluppo di applicazioni mobili e applicazioni web;
- la creazione di API per applicazioni già esistenti senza la necessità di dismettere o modificare le funzionalità già esistenti dell'applicazione.

## Confronto con i servizi di hosting di applicazioni PaaS
I servizi di hosting di applicazioni Platform as a service (PaaS) sono simili a FaaS in quanto permettono agli sviluppatori di non dover configurare e gestire l'infrastruttura server; tuttavia, tali servizi hanno in genere sempre almeno un processo server in esecuzione che riceve richieste esterne ma sono gestiti in maniera automatizzata dal servizio.
FaaS non richiede l'esecuzione costante di alcun processo del server. La gestione di una richiesta iniziale può richiedere più tempo rispetto ad una piattaforma di hosting di applicazioni (fino a diversi secondi), la cache però può consentire la gestione di richieste successive entro millisecondi. Poiché gli sviluppatori pagano solo per il tempo di esecuzione delle funzioni - e nessun tempo di inattività del processo - si possono ottenere costi più bassi con una maggiore scalabilità a costo della latenza.